# Chaetostoma (chi cá)
Chaetostoma hay còn được biết đến là Bristlemouths là một chi cá da trơn bản địa của vùng Nam Mỹ với 01 loài là Chaetostoma fischeri là loài có ở Panama. Nhiều loài cá trong chi này được nuôi làm cá cảnh.

## Các loài
Có 50 loài được ghi nhận trong chi này:
- Chaetostoma aburrensis (Posada, 1909)
- Chaetostoma aequinoctiale Pellegrin, 1909
- Chaetostoma alternifasciatum Fowler, 1945
- Chaetostoma anale (Fowler, 1943)
- Chaetostoma anomalum Regan, 1903
- Chaetostoma branickii Steindachner, 1881
- Chaetostoma breve Regan, 1904
- Chaetostoma brevilabiatum Dahl, 1942
- Chaetostoma changae Salcedo, 2006
- Chaetostoma daidalmatos Salcedo, 2006
- Chaetostoma dermorhynchum Boulenger, 1887
- Chaetostoma dorsale C. H. Eigenmann, 1922
- Chaetostoma dupouii Fernández-Yépez, 1945
- Chaetostoma fischeri Steindachner, 1879
- Chaetostoma floridablancaensis Ardila Rodríguez, 2013 [1]
- Chaetostoma formosae Ballen, 2011
- Chaetostoma greeni Isbrücker, 2001
- Chaetostoma guairense Steindachner, 1881
- Chaetostoma jegui Rapp Py-Daniel, 1991
- Chaetostoma lepturum Regan, 1912
- Chaetostoma leucomelas C. H. Eigenmann, 1918
- Chaetostoma lineopunctatum C. H. Eigenmann & W. R. Allen, 1942
- Chaetostoma loborhynchos Tschudi, 1846
- Chaetostoma machiquense Fernández-Yépez & Martín Salazar, 1953
- Chaetostoma marcapatae Regan, 1904
- Chaetostoma marginatum Regan, 1904
- Chaetostoma marmorescens C. H. Eigenmann & W. R. Allen, 1942
- Chaetostoma microps Günther, 1864
- Chaetostoma milesi Fowler, 1941
- Chaetostoma mollinasum N. E. Pearson, 1937
- Chaetostoma niveum Fowler, 1944
- Chaetostoma nudirostre Lütken, 1874
- Chaetostoma palmeri Regan, 1912
- Chaetostoma patiae Fowler, 1945
- Chaetostoma paucispinis Regan, 1912
- Chaetostoma pearsei C. H. Eigenmann, 1920
- Chaetostoma platyrhyncha Fowler, 1943 [2]
- Chaetostoma sericeum Cope, 1872
- Chaetostoma spondylus Salcedo & H. Ortega, 2015 [3]
- Chaetostoma sovichthys L. P. Schultz, 1944
- Chaetostoma stannii Lütken, 1874
- Chaetostoma stroumpoulos Salcedo, 2006
- Chaetostoma tachiraense L. P. Schultz, 1944
- Chaetostoma taczanowskii Steindachner, 1882
- Chaetostoma thomsoni Regan, 1904
- Chaetostoma vagum Fowler, 1943
- Chaetostoma vasquezi Lasso & Provenzano, 1998
- Chaetostoma venezuelae (L. P. Schultz, 1944)
- Chaetostoma yurubiense Ceas & Page, 1996